# Sophie de Closets
Sophie de Closets, née le 6 mai 1978 dans le 16e arrondissement de Paris, est une éditrice française. Elle a dirigé la maison d'édition Fayard de janvier 2014 à mars 2022. En juillet 2022, elle est nommée présidente-directrice générale des éditions Flammarion.

## Biographie

### Études et formation
Sophie de Closets est née le 6 mai 1978 dans le 16e arrondissement de Paris. Elle est la fille du journaliste et écrivain François de Closets — dont elle sera l'éditrice — et de la journaliste critique littéraire Janick Jossin.
Elle effectue sa scolarité secondaire au lycée Saint-Louis-de-Gonzague, à Paris, et passe ensuite par l'École normale supérieure de Fontenay-Saint-Cloud (L-SC 1997), où elle a pour professeur Paul Arnould, avant d'obtenir l'agrégation d'histoire. Elle étudie enfin à l'Institut d'études politiques de Paris, où elle obtient un DEA d'histoire contemporaine en 2001.

### Parcours professionnel
Titulaire d'un DEA, Sophie de Closets se voyait universitaire mais change d'orientation à la suite d'un stage chez Grasset et rejoint Fayard en 2004 en tant qu'assistante d'édition. Pendant dix ans, elle gravit les échelons de la maison d'édition, devenant directrice littéraire chargée de la non-fiction en 2010, puis directrice éditoriale en janvier 2013.
Le 6 novembre 2013, Arnaud Nourry, PDG d'Hachette Livre, la nomme à la direction de Fayard en remplacement d'Olivier Nora. Elle prend ses fonctions le 1er janvier 2014.

#### Édition deMein Kampf
En 2015, elle formalise avec Sophie Hogg un projet d'édition de Mein Kampf d'Adolf Hitler — une nouvelle traduction commentée et critique — avec l'aide des historiens Florent Brayard et Andreas Wirsching, ainsi que le soutien du grand-rabbin de France, Haïm Korsia. L'œuvre tombe dans le domaine public le 1er janvier 2016 et l'annonce de Fayard est accueillie avec beaucoup de réticences et, parfois, de virulentes critiques. La peur qu'inspire le livre encourage Sophie de Closets et son équipe de mener le projet à bien et Olivier Mannoni est choisi pour faire la traduction,. Le 19 mai 2021, le projet est présenté aux députés et le livre sort le 26 mai sous le titre Historiciser le mal, une édition critique de "Mein Kampf". Il est uniquement disponible en librairie, sur commande. Peu après, l'historienne Hélène Miard-Delacroix précise : « Les notes et les critiques qui sont apposées au texte original représentent les deux tiers de l’ouvrage, fruit d’un travail de dix longues années de recherches, il serait donc faux de parler d’une simple traduction. » Les profits de Fayard sur le document sont reversés à la Fondation Auschwitz-Birkenau.
Depuis 2016, Sophie de Closets est membre du think tank culturel Valeur(s) Cultures.
En 2017, Sophie de Closets et Arnaud Nourry obtiennent pour Fayard les droits des futurs livres de Michelle et Barack Obama. Cette même année elle devient Young Leader de la French-American Foundation et figure, en 2020, parmi les « femmes puissantes » interviewées par Léa Salamé sur France Inter aux côtés de Leïla Slimani, Chloé Bertolus, Christiane Taubira, Laure Adler, Elisabeth Badinter, Béatrice Dalle, Nathalie Kosciusko-Morizet, Bettina Rheims, Amélie Mauresmo, Anne Méaux et Delphine Horvilleur.

#### De Fayard à Flammarion
Le 24 mars 2022, le groupe Hachette Livre annonce dans un communiqué qu'elle quitte la présidence de Fayard. Ce départ suit celui d'Arnaud Nourry, évincé du groupe un an plus tôt pour cause de désaccord avec son actionnaire Arnaud Lagardère. Plusieurs auteurs ont annoncé qu’ils allaient la suivre. Quelques mois plus tard, le groupe Madrigall, dirigé par Antoine Gallimard, annonce le 11 juillet 2022 que Sophie de Closets est nommée présidente-directrice générale des éditions Flammarion,.

### Vie privée
Sophie de Closets est mariée et a deux enfants.

## Publication
- Sophie de Closets, Quand la télévision aimait les écrivains : « lectures pour tous » (1953-1968), mémoire de DEA dirigé par Jean-Noël Jeanneney soutenu en 2001 à l'Institut d'études politiques de Paris, récompensé par le prix d'encouragement à la recherche de l'Institut national de l'audiovisuel[23] et publié en 2004 aux éditions Médias-Recherches (co-édition Ina-De Boeck)[24].